# Oxymacaria infixaria
Oxymacaria infixaria är en fjärilsart som beskrevs av Walker 1861. Oxymacaria infixaria ingår i släktet Oxymacaria och familjen mätare. Inga underarter finns listade i Catalogue of Life.